# Neumannova čp. 161 (Prachatice)
Neumannova č. p. 161 (Prachatice) je renesanční měšťanský dům z poloviny 16. století v Neumannově ulici v Prachaticích. Jednopatrový dům s půdním atikovým patrem a hladkým průčelím, členěným malovanou nárožní bosáží a šambránami kolem oken. Čtyřosé průčelí vrcholí renesanční obloučkovou atikou s pilastry. V domě sídlí Centrum architektury a designu Neumannka. Dům je součástí městské památkové rezervace Prachatice. Od 3. května 1958 chráněná kulturní památka.

## Popis domu
Řadový jednopatrový dům s druhým, původně pouze půdním, atikovým patrem s hladkým průčelím. Hladké průčelí je členěno malovanou nárožní bosáží a šambránami kolem oken. Nad profilovanou hlavní římsou se zvedá obloučková atika a postranní štíty střechy se středním úžlabím. Atika i korunní římsa plynule navazují na sousední č.p. 181. Uliční průčelí je co do počtu okenních otvorů čtyřosé, dřevěná dvoukřídlá dvojitá okna jsou členěna do šesti tabulek. V přízemí vlevo je vstup do domu se segmentovým zakončením zaklením, vrata jsou dvoukřídlá, ze dvou třetin prosklená. Nalevo od vstupu je malý segmentově zaklenutý okenní otvor. Otvor vpravo ode dveří je rovněž segmentově klenutý a osazený výkladcem. Okenní otvory atikového patra mají segmentové zakončení, stejně jako středový otvor, do kterého je sveden okapní žlab. Otvory jsou pravděpodobně renesančního původu, krajní otvory pak byly zvětšeny pravděpodobně v 19. století a osazeny šestitabulkovými okenními výplněmi. Atika je rovněž renesančního původu, ale pravděpodobně zbavena druhé řady obloučků, která je dosud zachována u sousedního domu. Druhá řada obloučků je částečně patrná z druhé strany z podkroví. V jednom z propadlých polí atiky je dochován letopočet 1556, který je v současné době zabílen. Součástí objektu jsou dva malé dvorky, přičemž levý dvorek zde v minulosti nebýval a vznikl dodatečným proražením přízemní dispozice (viz mapa stabilního katastru z roku 1837). Zadní průčelí do dvora postrádá výraznější architektonické členění. Dvorní průčelí do dvorku vlevo je prolomeno v prvním patře i v podkroví jedním okenním otvorem. Pravý dvorek je přístupný pouze skrze dvorní křídlo. K hodnotným konstrukcím v objektu náleží zejména atika s původními otvory, klenuté prostory v přízemí pravého traktu, zaklenuté valenou klenbou s výsečemi a klenuté prostory dvorního křídla v přízemí, částečně zachovaná černá kuchyně v prvním patře a sklepní prostory značného rozsahu ve dvou úrovních.

## Historie domu

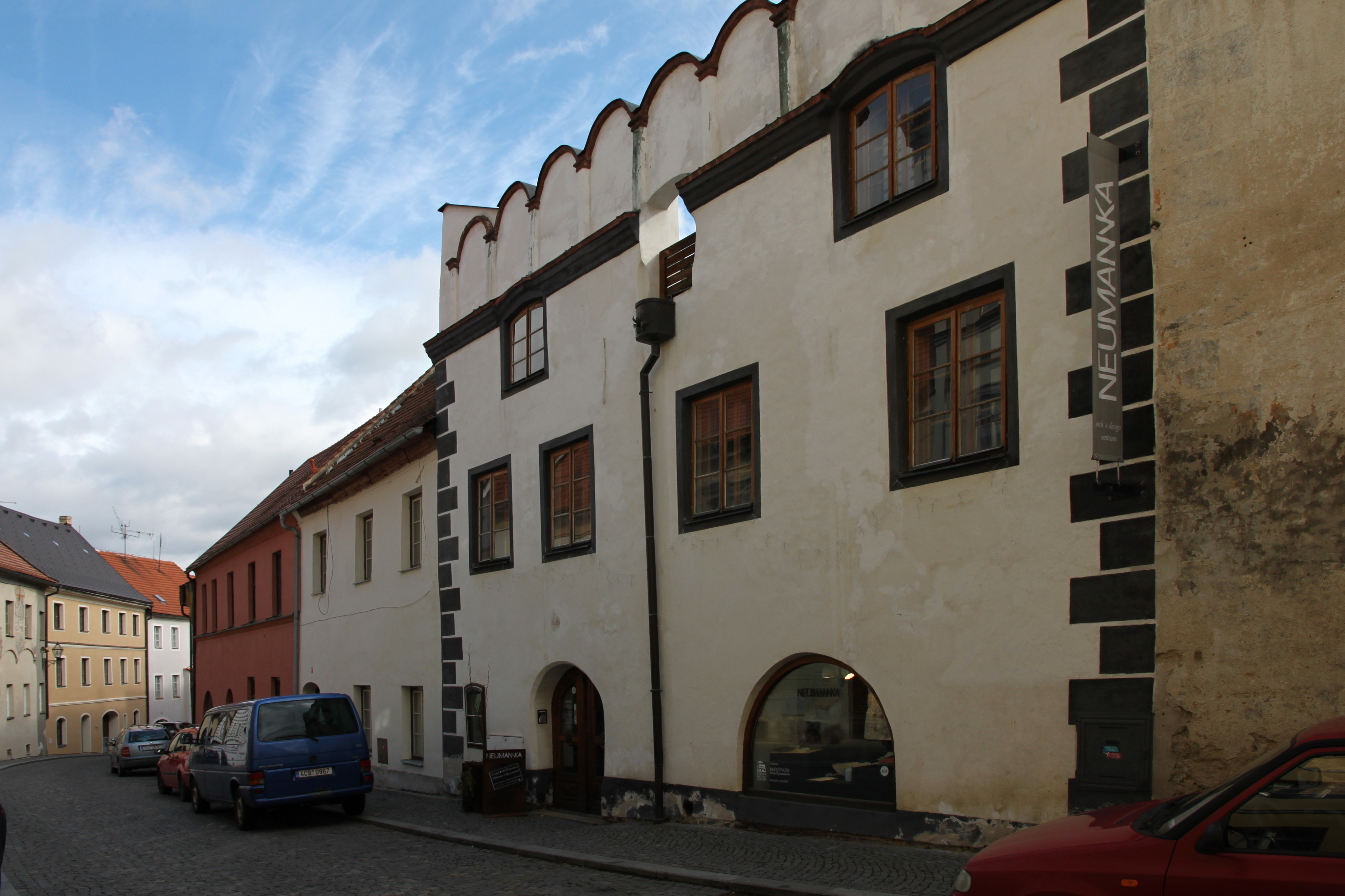
Neumannova č.p. 161, uliční průčelí

Dům je gotického původu, původně šlo o zadní hospodářský trakt měšťanského domu č.p. 6 na náměstí. V roce 1556 byl objekt renesančně přestavěn, letopočet 1556 je dochován na jednom ze středových obloučků atiky. V Soupisu památek z roku 1913 jsou na ploše atiky uváděny rovněž zbytky nástěnných maleb, v současné době již nezřetelné. V 16. století u objektu převládalo pravděpodobně hospodářské (sladovna) a skladovací využití, nelze ale vyloučit i obytnou funkci pro služebnictvo nebo pro ubytovávání soumarů přicházejících do města po Zlaté stezce. Podle Soupisu handlovníků se solí z roku 1570 byl vlastníkem domu č.p. 6 v tomto roce Jan Vintrberský. V roce 1585 je jako vlastník domu v soupisu obyvatel i v soupisu handlovníků uváděn Václav Strakonický. Pravděpodobně v polovině 17. století dům dostal novou hladkou fasádu s šedým nárožním kvádrováním a šedým orámováním okenních otvorů, víceméně totožnou s tou dnešní. K osamostatnění objektu, tedy jeho oddělení od č.p. 6 a jeho trvalému zobytnění došlo pravděpodobně až v 18. století, po zániku obchodu na Zlaté stezce. Podle císařských otisků stabilního katastru z roku 1837 je dům již samostatným objektem. V 19. a 20. století  byl objekt využíván pro obytné účely, v současnosti jsou v přízemí výstavní prostory, prvním patře a podkroví se nacházejí kanceláře. Poslední rozsáhlou rekonstrukcí objekt prošel v roce 1996, kdy byl zcela nově pojednán zejména půdní prostor.